# Chiesa e convento di San Domenico
La chiesa e il convento di San Domenico si trovano a Pistoia.

## Storia e descrizione
Il primo nucleo del convento risale alla metà del XIII secolo mentre la chiesa è della fine del secolo. Al chiostro grande si unì nel Trecento il portico della Maddalena, e nel Cinquecento un altro chiostro, detto di fra' Paolino. Sono di quest'ultimo la Crocifissione (1533), l'Adorazione dei Magi (1528-1532) e il Matrimonio mistico di santa Caterina (1534-1536).
Altre rilevanti opere sono il Monumento sepolcrale di Filippo Lazzari (1462) di Bernardo e Antonio Rossellino, il San Carlo Borromeo con la famiglia Rospigliosi (1613) di Jacopo da Empoli, la Madonna del Rosario (1610) di Cristofano Allori, il San Sebastiano curato dalle pie donne (1642) di Giacinto Gimignani. Nel chiostro grande, Storie di san Domenico di Sebastiano Vini.

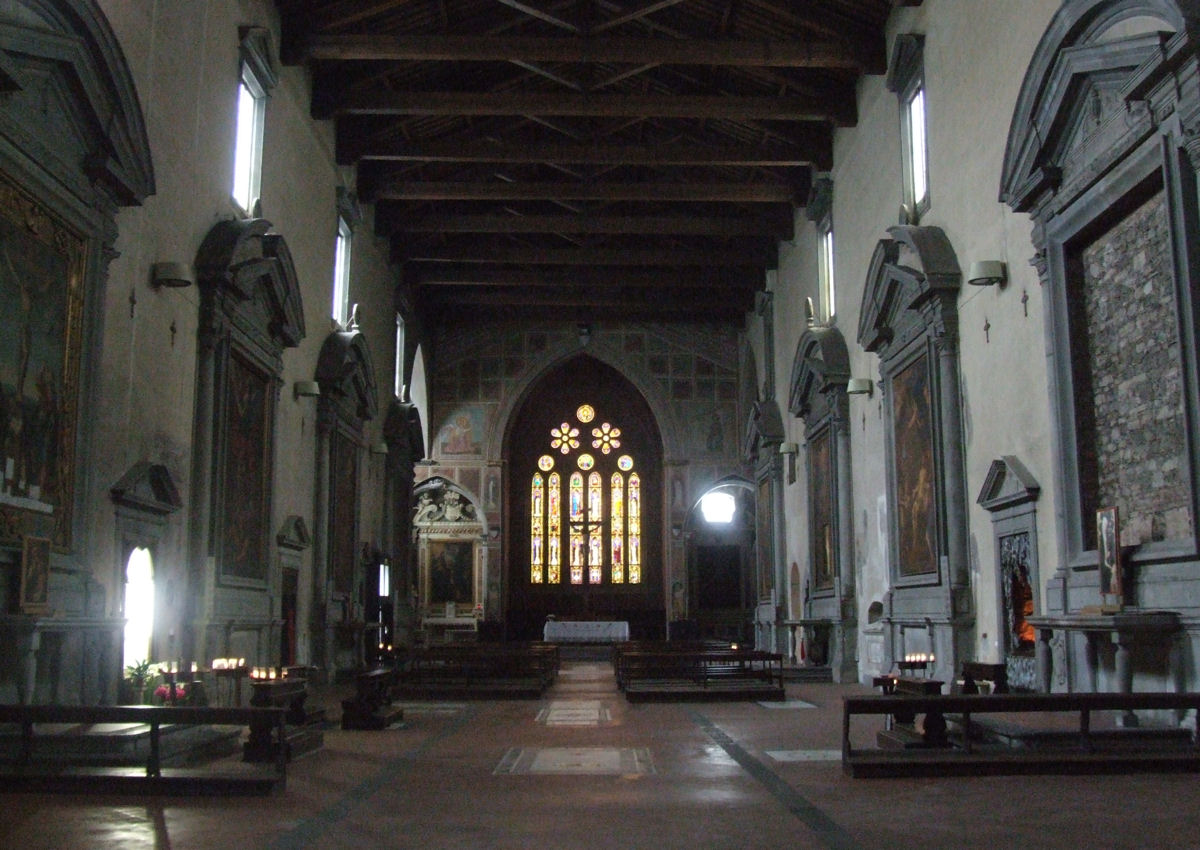
L'interno
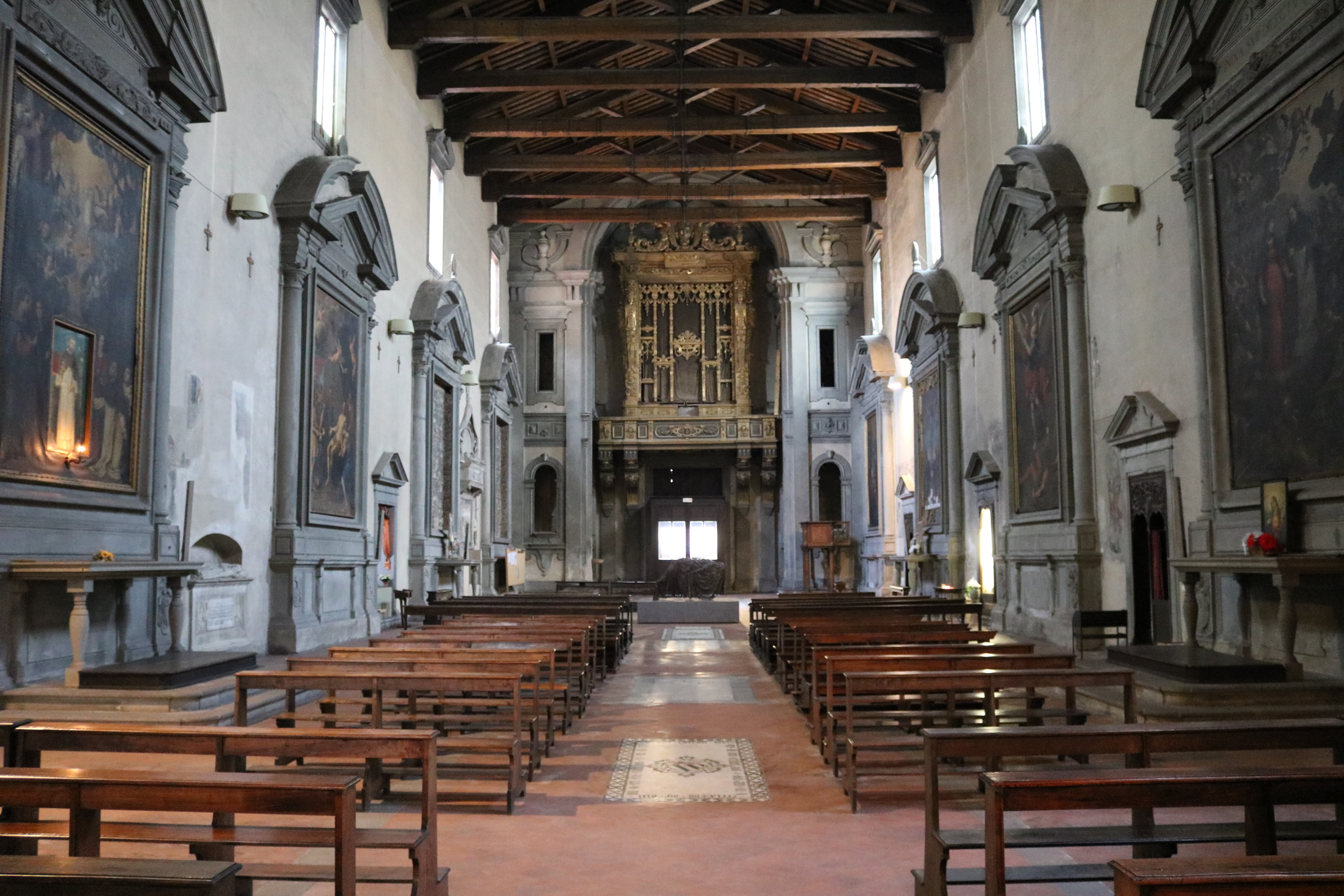
La controfacciata
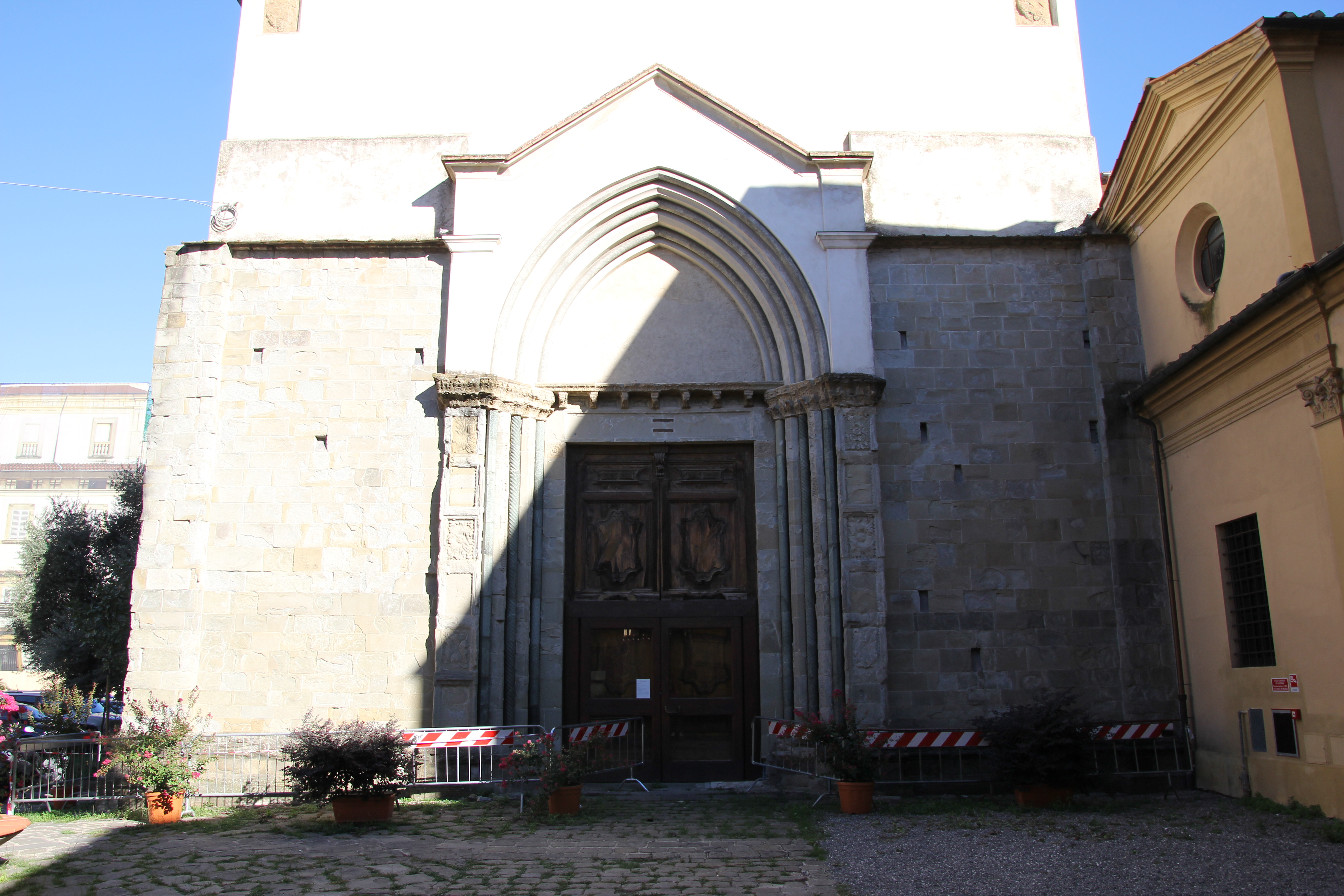
La facciata
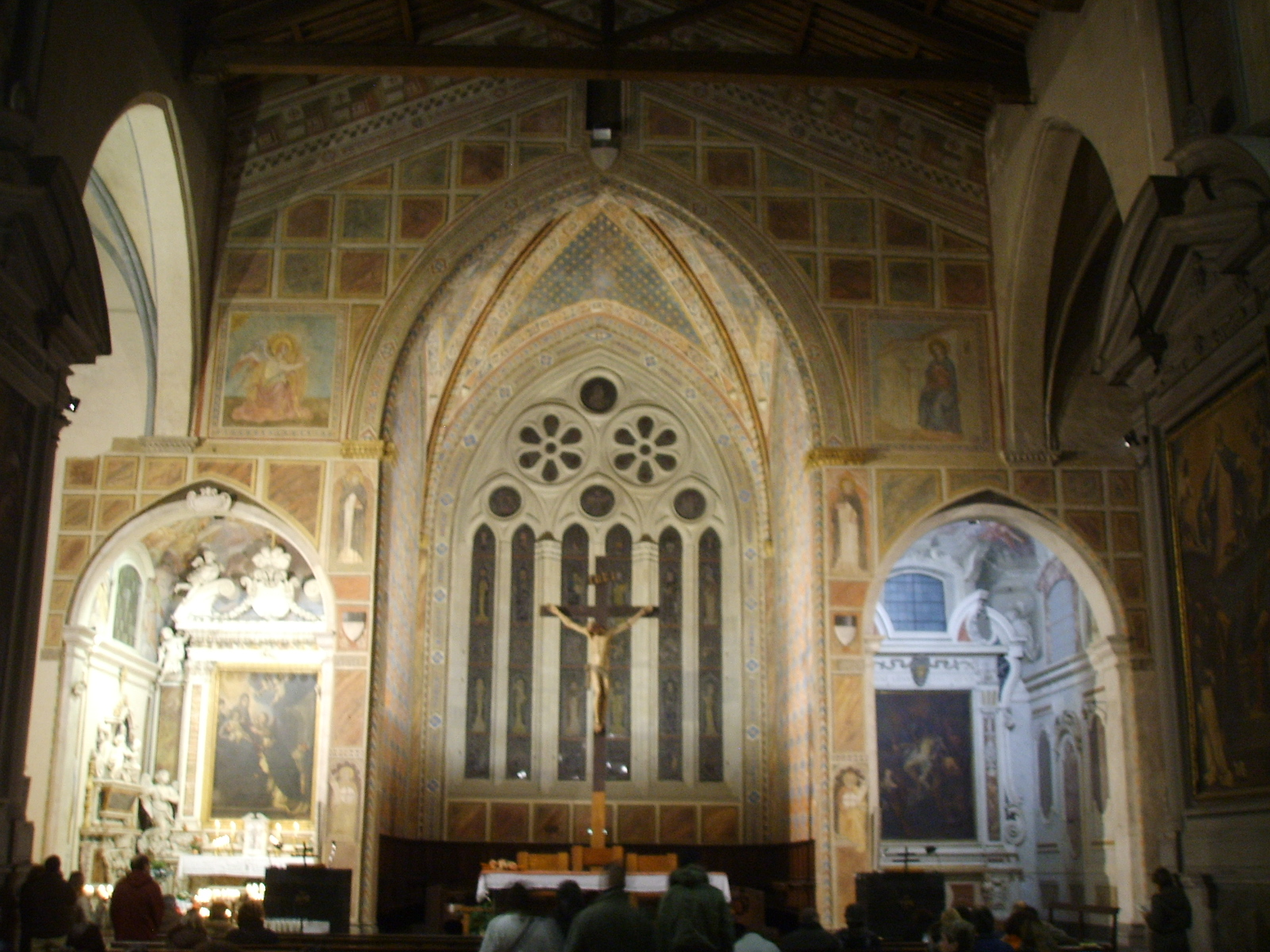
Il presbiterio
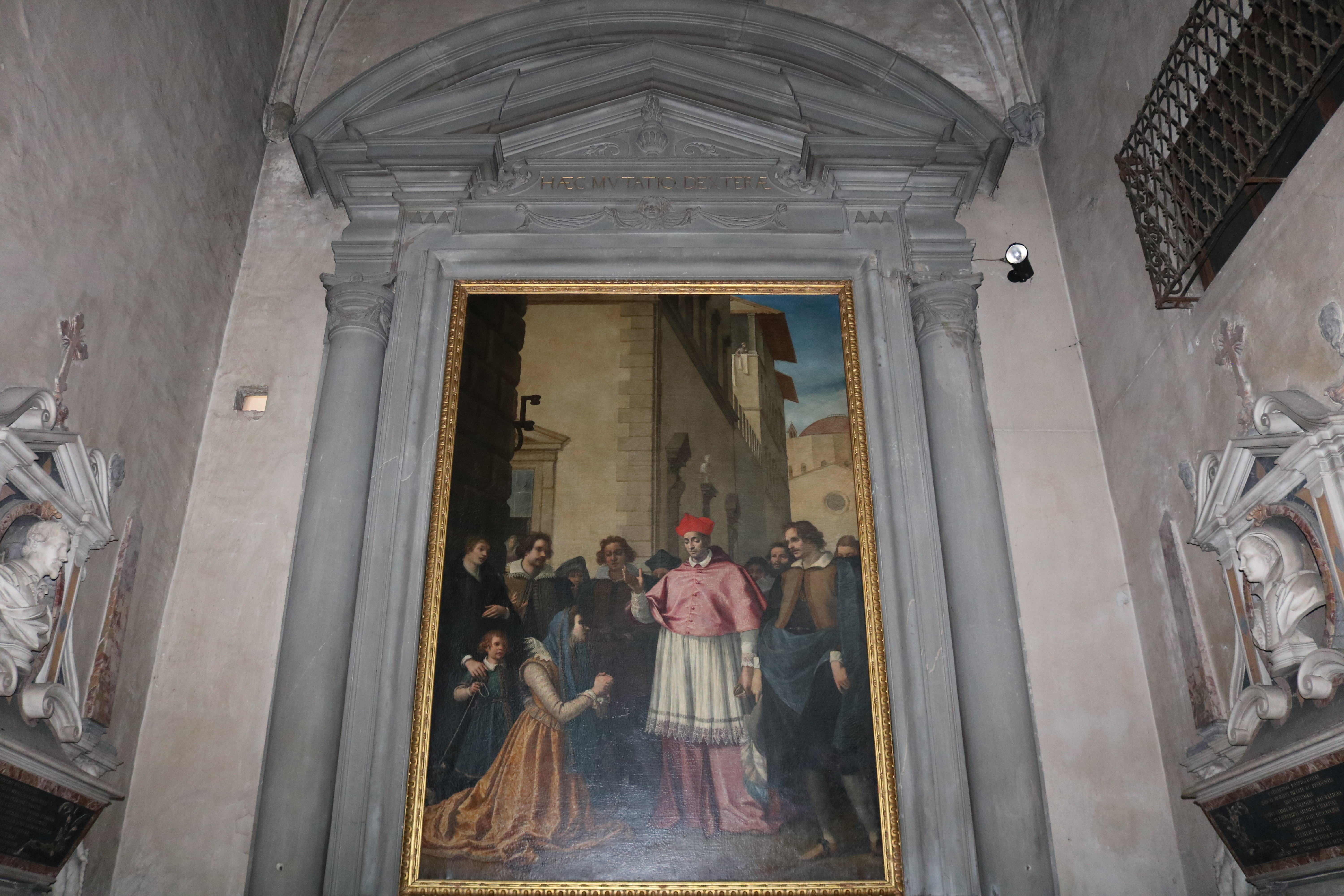
San Carlo Borromeo con la famiglia Rospigliosi di Jacopo da Empoli, 1613
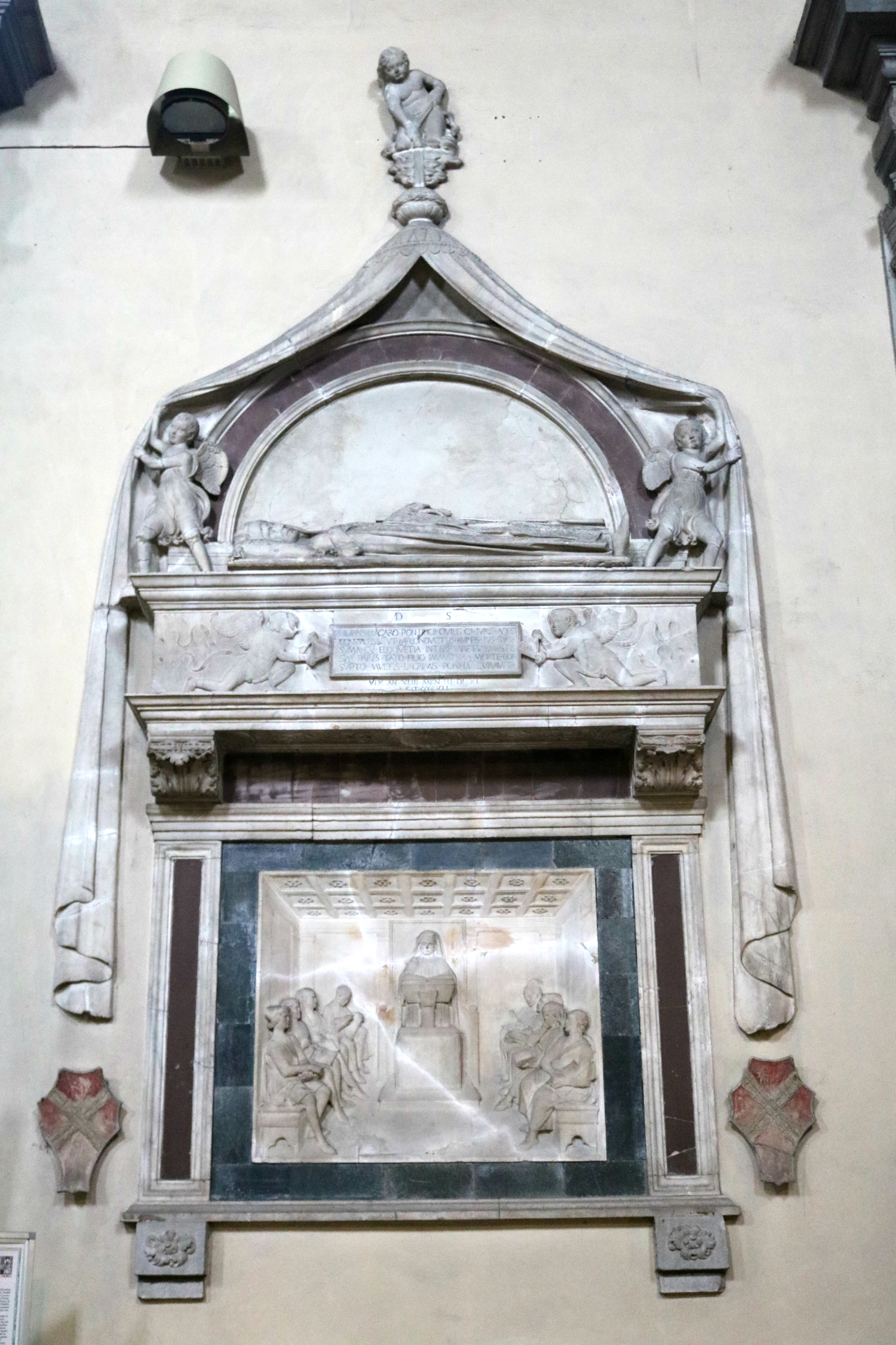
Monumento sepolcrale di Filippo Lazzari di Bernardo e Antonio Rossellino
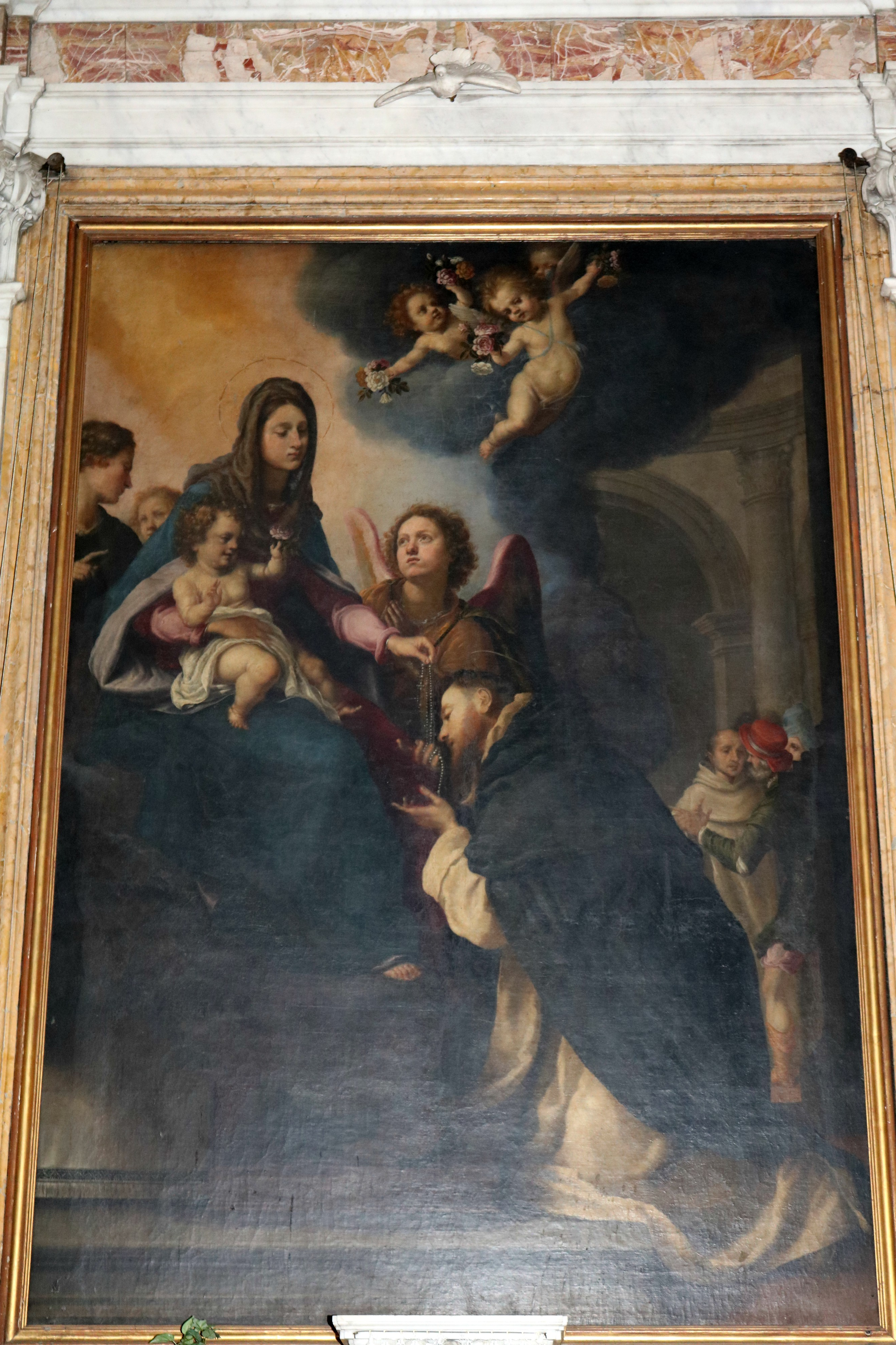
San Domenico riceve il rosario dalla Madonna di Cristofano Allori, 1608-1610